# Liste der Kulturgüter in Frauenkappelen
Die Liste der Kulturgüter in Frauenkappelen enthält alle Objekte in der Gemeinde Frauenkappelen im Kanton Bern, die gemäss der Haager Konvention zum Schutz von Kulturgut bei bewaffneten Konflikten, dem Bundesgesetz vom 20. Juni 2014 über den Schutz der Kulturgüter bei bewaffneten Konflikten sowie der Verordnung vom 29. Oktober 2014 über den Schutz der Kulturgüter bei bewaffneten Konflikten unter Schutz stehen.
Objekte der Kategorie A sind im Gemeindegebiet nicht ausgewiesen, Objekte der Kategorie B sind vollständig in der Liste enthalten, Objekte der Kategorie C fehlen zurzeit (Stand: 14. Februar 2024). Unter übrige Baudenkmäler sind geschützte Objekte zu finden, die im Bauinventar des Kantons Bern als «schützenswert» verzeichnet sind.

## Kulturgüter
| Foto |                                                                                        | Objekt                                                       | Kat. | Typ | Standort                                  | Beschreibung |
| ---- | -------------------------------------------------------------------------------------- | ------------------------------------------------------------ | ---- | --- | ----------------------------------------- | --- |
| ja   | Datei hochladen · Wikidata zu Reformierte Kirche mit Pfarrhaus und Ofenhaus (Q1775235) | Reformierte Kirche mit Pfarrhaus und Ofenhaus KGS-Nr.: 00897 | B    | G   | Murtenstrasse 68, 72, 72a 592298 / 200511 | 1485 erbautes Kirchengebäude, deren Ostwand von einer Klosteranlage aus dem 13. Jahrhundert stammt. Seine heutige Gestalt erhielt es in den Jahren 1574 bis 1576. Daneben steht das 1640 erbaute Pfarrhaus und hinter diesem das Ofenhaus aus dem 19. Jahrhundert. |

## Übrige Baudenkmäler
Hinweis: Anstelle der KGS-Nummer wird als Objekt-Identifikator (ID) die Grundstücksnummer verwendet.
| ID      | Foto |                                                            | Objekt                            | Typ | Standort                             | Beschreibung                                                                                        |
| ------- | ---- | ---------------------------------------------------------- | --------------------------------- | --- | ------------------------------------ | --------------------------------------------------------------------------------------------------- |
| 5       | ja   | Datei hochladen · Wikidata zu Wohleibrügg (Q1517471)       | Strassenbrücke (1920)             | G   | Wohleibrügg N.N. 593937 / 201634     | Objekt liegt hälftig auf dem Gemeindegebiet von Frauenkappelen (ID 5) und Wohlen bei Bern (ID 3244) |
| 41      | BW   | Datei hochladen                                            | Wohnspeicher (18. Jh.)            | G   | Murtenstrasse 82 592173 / 200506     | |
| 48      | BW   | Datei hochladen                                            | Speicher (1767)                   | G   | Murtenstrasse 86a 592161 / 200500    | |
| 55      | BW   | Datei hochladen                                            | Wohnstock (1793)                  | G   | Aebischen 40 591928 / 201006         | |
| 59      | BW   | Datei hochladen                                            | Bauernhaus (1822)                 | G   | Aebischen 41 591985 / 201040         | |
| 71      | BW   | Datei hochladen                                            | Scheune (16. Jh.)                 | G   | Murtenstrasse 84 592166 / 200541     | |
| 82      | ja   | Datei hochladen                                            | Bauernhaus (1856)                 | G   | Wohlei 3 593757 / 201393             | |
| 82      | BW   | Datei hochladen                                            | Speicher (1763)                   | G   | Wohlei 3a 593780 / 201379            | |
| 97      | ja   | Datei hochladen · Wikidata zu Speicher (1685) (Q111725403) | Speicher (1685)                   | G   | Wohlei 4b 593809 / 201365            | |
| 123     | BW   | Datei hochladen                                            | Bauernhaus (1822)                 | G   | Wohleiberg 10 593619 / 200206        | |
| 158     | BW   | Datei hochladen                                            | Wohnstock (1854)                  | G   | Wohlei 5b 593861 / 201397            | |
| 166     | ja   | Datei hochladen                                            | Bauernhaus (1890)                 | G   | Wohlei 2 593727 / 201317             | |
| 166     | BW   | Datei hochladen                                            | Speicher (1764)                   | G   | Wohlei 2a 593730 / 201286            | |
| 179     | BW   | Datei hochladen                                            | Mühlestock (um 1830)              | G   | Riedbachmühle 46a 591864 / 199514    | |
| 180     | ja   | Datei hochladen                                            | Gasthof Bären (16./17. Jh.)       | G   | Murtenstrasse 78 592217 / 200497     | |
| 191     | BW   | Datei hochladen                                            | Mühle (1834)                      | G   | Riedbachmühle 46b 591848 / 199500    | |
| 227     | BW   | Datei hochladen                                            | Bauernhaus (1746)                 | G   | Murtenstrasse 20 592904 / 200240     | |
| 256 ff. | BW   | Datei hochladen                                            | Stöckli (1780)                    | G   | Murtenstrasse 93, 95 592025 / 200388 | |
| 278     | BW   | Datei hochladen                                            | Wohnstock (1838)                  | G   | Murtenstrasse 98 592077 / 200464     | |
| 353     | BW   | Datei hochladen                                            | Wohngebäude (1938/1937)           | G   | Jaggisbachau 65 590505 / 201308      | |
| 409     | BW   | Datei hochladen                                            | Bauernhaus (1814)                 | G   | Aebischen 42 592009 / 201130         | |
| 497     | BW   | Datei hochladen                                            | Speicher (1591)                   | G   | Jaggisbach 60b 590639 / 200768       | |
| 499     | BW   | Datei hochladen                                            | Ofenhaus-Stöckli (frühes 19. Jh.) | G   | Studenweid 54a 591177 / 200564       | |
| 512     | BW   | Datei hochladen                                            | Bauernhaus (1822)                 | G   | Riedbachmühle 46 591886 / 199487     | |
| 535     | BW   | Datei hochladen                                            | Bärenscheune (Mitte 19. Jh.)      | G   | Murtenstrasse 63 592227 / 200468     | |
| 547     | BW   | Datei hochladen                                            | Bauernhaus (1839)                 | G   | Murtenstrasse 37 592544 / 200293     | |
| 556     | BW   | Datei hochladen                                            | Bauernhaus (um 1830)              | G   | Jaggisbach 62 590744 / 200555        | |
| 564     | BW   | Datei hochladen                                            | Stöckli / Bauernhaus (1790)       | G   | Längägerten 57 590549 / 200345       | |
| 591 ff. | BW   | Datei hochladen                                            | Kleinbauernhaus (1762)            | G   | Zälglistrasse 3, 5 592327 / 200285   | |
| 598     | ja   | Datei hochladen                                            | Stöckli (1854)                    | G   | Wohlei 5a 593805 / 201395            | |
| 600     | BW   | Datei hochladen                                            | Stock (1837)                      | G   | Wohlei 1a 593731 / 201353            | |
| 608     | ja   | Datei hochladen                                            | Bauernhaus (1786)                 | G   | Wohlei 5 593831 / 201417             | |
| 712     | BW   | Datei hochladen                                            | Ehemaliges Schulhaus (1819)       | G   | Murtenstrasse 64 592300 / 200492     | |